# Tarímbaro (kommun)
Tarímbaro är en kommun i Mexiko.   Den ligger i delstaten Michoacán de Ocampo, i den södra delen av landet, 220 km väster om huvudstaden Mexico City.
Följande samhällen finns i Tarímbaro:
- Fraccionamiento Galaxia Tarímbaro
- Fraccionamiento Metrópolis II
- Real Hacienda
- Campestre Tarímbaro
- Uruétaro
- San Pedro de los Sauces
- San Bernabé de las Canteras
- Conjunto Habitacional el Trébol
- Mesón Nuevo
- Fraccionamiento Laureles Eréndira
- El Colegio
- Colonia Miguel Hidalgo
- Ex-Hacienda de Guadalupe
- El Cuitzillo Grande
- Fraccionamiento Privadas del Sol
- Peña del Panal
- La Palma
- Santa María
- Cañada de los Sauces
- Fraccionamiento la Cantera
- La Noria
- Cañada del Herrero
- Fraccionamiento Villa Tzipekua
- Francisco Villa
- Rancho Nuevo
- Colonia Verónica López
- Terranova
- Campestre Erandeni Club
- San José de la Trinidad
- Santa Ana del Arco
- Fraccionamiento Mirador de las Monarcas
- Felipe Ángeles
- El Carrizal
- El Puesto
- El Curiro
- El Mezquite Granja
- La Magdalena
- Los Ruiseñores
- Cotzio